# Робенештій-де-Жос
Робенештій-де-Жос (рум. Robăneștii de Jos) — село у повіті Долж в Румунії. Адміністративний центр комуни Робенешть.
Село розташоване на відстані 165 км на захід від Бухареста, 16 км на схід від Крайови.

## Населення
За даними перепису населення 2002 року у селі проживали 398 осіб, усі — румуни. Усі жителі села рідною мовою назвали румунську.